# Выборы в Венгрии
Выборы в Венгрии — это система мер прямого и косвенного волеизъявления граждан Венгрии, регламентированная действующим законодательством, направленная на формирование высших органов государственной власти (Государственное собрание, Президент Венгрии) и органов местного самоуправления и их председателя (мэра).

## Выборы президента Венгрии
Согласно основному закону Венгрии, президент избирается Государственным собранием на пять лет. На пост главы государства может баллотироваться любой гражданин Венгрии, который достиг тридцатипятилетнего возраста. Одно лицо не может занимать пост президента более двух сроков подряд. Президент Венгрии должен быть избран не более чем за тридцать, но не ранее чем за шестьдесят дней до истечения срока полномочий предыдущего президента. В случае, если полномочия президента закончились досрочно, нового президента необходимо назначить в течение тридцати дней со дня их окончания. Выборы президента Венгрии назначает председатель Государственного собрания.
Выборы президента Венгрии осуществляются народом опосредованно через Государственное собрание, которое проводит тайное голосование. Выборам президента предшествует представление кандидата на пост главы государства. Для подтверждения личности в статусе кандидата в президенты необходимо, чтобы не менее чем одна пятая часть Государственного собрания предоставила рекомендательные письма такому кандидату.
Избирательный процесс президента Венгрии может предусматривать два тура. Выборы президента считаются успешными и вступают в силу в случае, если за одного кандидата проголосовало не менее чем две трети от конституционного состава Государственного собрания. Если соответствующее количество голосов не набирается, то проводится следующее голосование, но по другому регламенту. На повторном голосовании победу получает тот кандидат, который независимо от количества депутатов получил наибольшее количество голосов. В случае, если и второе голосование было безрезультатным, то избирательный процесс начинается сначала с первой стадии. Процесс выборов президента Венгрии должен длиться не более двух дней.
Избранный президент Венгрии вступает в должность в день истечения срока полномочий предыдущего президента Венгрии, а в случае досрочного окончания полномочий последнего — в восьмой день после объявления результатов выборов; при вступлении в должность президент Венгрии приносит присягу перед Государственным собранием.

## Выборы в парламент Венгрии
Нормативно-правовой базой проведения выборов в парламент Венгрии является закон «О выборах депутатов Государственного собрания» от 1 января 2012 года.
Согласно указанному закону, очередные выборы в парламент Венгрии — Государственное собрание — проводятся раз в четыре года по смешанной мажоритарно-пропорциональной системе.
Избирательный процесс в парламент предусматривает избрание 199 депутатов: 106 избираются в персональных округам (от каждого округа избирается один кандидат); 93 избираются по территориальным округам.
В персональных округах победу одерживает кандидат, который получает поддержку абсолютного большинства избирателей. Кандидат, который выдвигается в персональном округе, может самовыдвигаться или представлять партию. Закон также позволяет кандидату выдвигаться от нескольких партий.
В территориальных округах для того, чтобы попасть в парламент, партия должна преодолеть проходной процентный барьер для партий — 5 %, для списка из двух партий — 10 % для списка из трёх и более партий — 15 %.
Граждане Венгрии на парламентских выборах имеют два голоса (во время первого тура выборов выдаются два бюллетеня). Один голос они могут подать за одного из кандидатов в персональном округе, второй — за одну из партий по территориальному списку.
В избирательном процессе в парламент Венгрии применяется специальная система «фильтрации» кандидатов:
- в персональных избирательных округах для получения права на выдвижение кандидата в депутаты от партии, так и в качестве независимого кандидата, нужно собрать и передать в соответствующую избирательную комиссию не менее 500 «рекомендательных писем» (такое письмо получает каждый избиратель до начала избирательной кампании);
- Та партия, которая в 1/4 части от общего количества или хотя бы в двух персональных округах соответствующего территориального округа смогла выставить на голосование своего кандидата, получает право на выдвижение (баллотирования) своего партийного списка в данном территориальном округе.

Согласно Конституции Венгрии, очередные выборы в Государственное собрание проводятся в апреле или в мае четвёртого года работы парламента предыдущего созыва.

## Выборы в органы местного самоуправления и на должность мэра
Депутатов в органы местного самоуправления и на должность мэра избиратели избирают на основе всеобщего и равного избирательного права путём прямого и тайного голосования на выборах в условиях свободного волеизъявления. Срок полномочий депутатов органа местного самоуправления и мэра составляет пять лет. Полномочия депутатского корпуса продолжаются до дня общих выборов депутатов органов местного самоуправления и мэров. В случае невозможности проведения выборов в силу отсутствия кандидатов, полномочия депутатского корпуса продлеваются до даты проведения внеочередных выборов. Полномочия мэра продолжаются до момента выбора нового мэра.

## Всенародный референдум
Согласно новой Конституции Венгрии, которая вступила в действие 1 января 2012 года, всенародный референдум назначается в обязательном порядке Государственным собранием по инициативе не менее двухсот тысяч избирателей. Референдум может быть назначен Государственным собранием также по инициативе президента Венгрии, правительства, и не менее сотни тысяч избирателей, но при этих условиях у него нет прямой обязанности это сделать.

##### Ограничения относительно проведения всенародного референдума
Согласно Конституции Венгрии, на всенародный референдум не могут выноситься следующие вопросы:
- внесения изменений в Конституцию Венгрии;
- центрального бюджета и его выполнения, видов централизованных налогов, сборов, отчислений, таможенных платежей, а также законов, регулирующих основные положения местных налогов;
- содержания законов о выборах депутатов Государственного собрания, депутатов органов местного самоуправления, мэров, а также депутатов Европейского парламента;
- обязательств, вытекающих из международных договоров;
- кадровых вопросов и дел, касающихся создания организаций, которые входят в компетенцию Государственного собрания;
- самороспуска Государственного собрания;
- отставки депутатов;
- объявления военного положения, введения или продления чрезвычайного положения или особого положения, а также объявления и продолжения действий профилактической оборонной ситуации;
- вопросам, связанным с участием в военных операциях;
- проведения всеобщей амнистии.

Всенародный референдум является законным, если больше половины избирателей проголосовало законно, и успешным — если больше половины избирателей, которые проголосовали законно, дали одинаковый ответ на поставленные вопросы.